# Brotbüchse
Als Brotbüchse oder Brotdose bezeichnete man ursprünglich Behälter zum Transport von Butterbroten. Regional variieren die Bezeichnungen für ähnliche Behältnisse stark. Im Nordostdeutschland werden sie wie die Brote als Stullendose, in Westdeutschland als Butterbrotdose, in Süddeutschland als Vesperdose oder Brotzeitdose, in Österreich als Jausenbox, in Sachsen als Bemmenbüchse (umgangssprachlich ausgesprochen Bemmbüchse) und parallel dazu in diversen Kombinationen der Wortbestandteile bezeichnet. War die Form ursprünglich angepasst an die aufbewahrten Brote nierenförmig, so variieren die Formen je nach Verwendung. Wurden ursprünglich vor allem Blech und Holz zur Herstellung verwendet, überwiegt nun der Einsatz von Kunststoffen.
Die Bezeichnungen Brotbüchse und Brotdose werden auch für Lunch boxes benutzt, die im englischsprachigen Gebiet für die Aufbewahrung des Mittagessens (englisch Lunch) verwendet werden. Diese sind jedoch meist größer, oft einem kleinen Koffer nachempfunden, und bieten dadurch Platz für Früchte, Süßwaren oder Getränke. Parallel zur Brotbüchse wurde der Henkelmann für den Transport warmer Mahlzeiten genutzt.
In Japan gibt es vergleichbare Behälter, die Bentō-Box genannt werden. Sie können aus Korbwaren bestehen, kunstvolle Kästchen aus Holz oder Lackware (Urushi (jap. 漆)) sein und sind billig auch aus Kunststoff mit durchsichtigem Deckel erhältlich. In ihnen werden meist Sushi ansprechend dekoriert untergebracht. Manchmal werden Einweg-Essstäbchen (wari-bashi) beigelegt. Ursprünglich hatten sie die gleiche Funktion wie die Brotdose, werden aber auch fertig von Sushi-Restaurants als kleiner Snack für unterwegs oder zuhause angeboten. Mit Bentō vergleichbar ist Dosirak (도시락) in Südkorea und Kwakpap (곽밥) in Nordkorea.

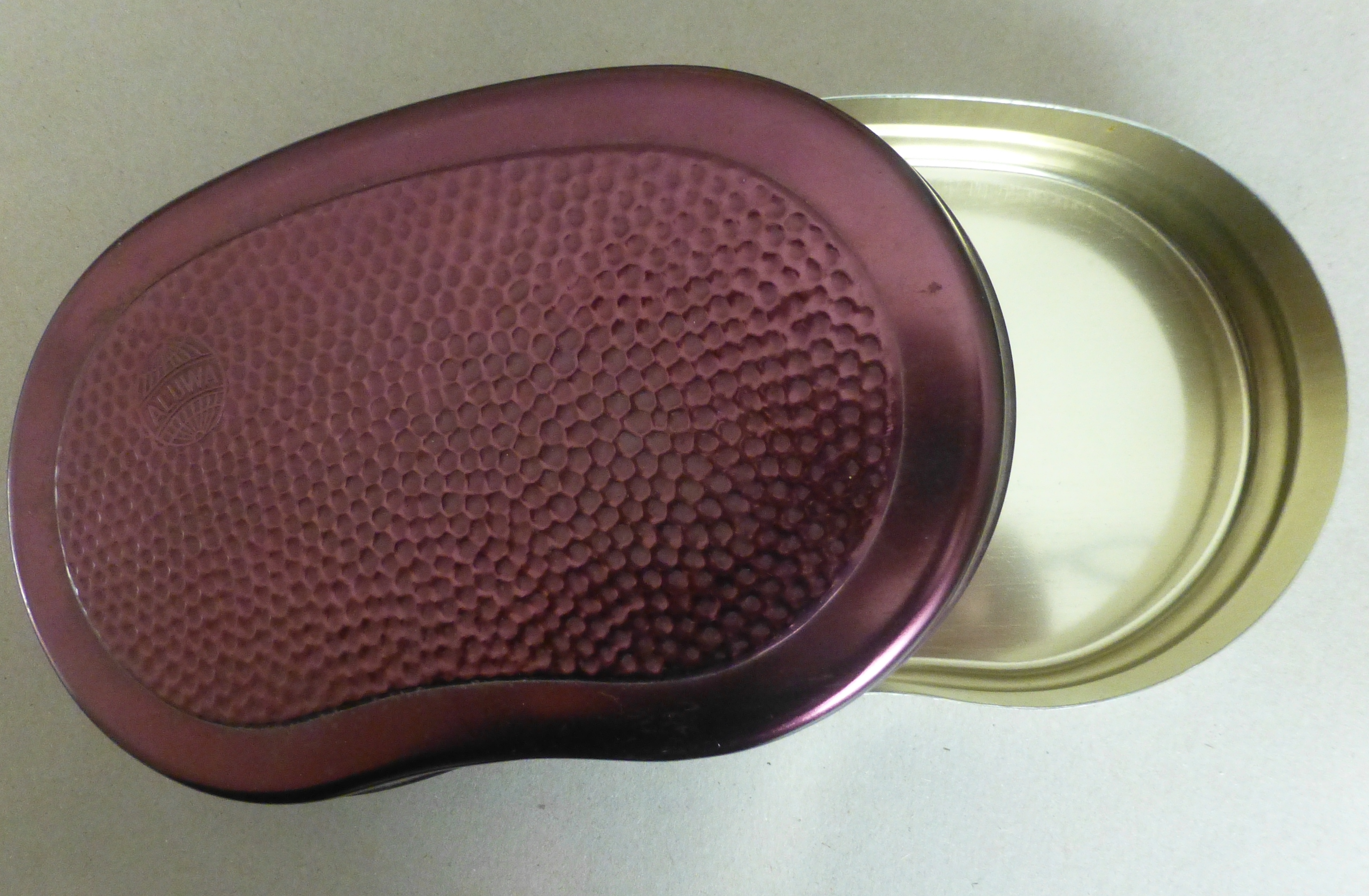
Geöffnete Aluminium-Brotbüchse
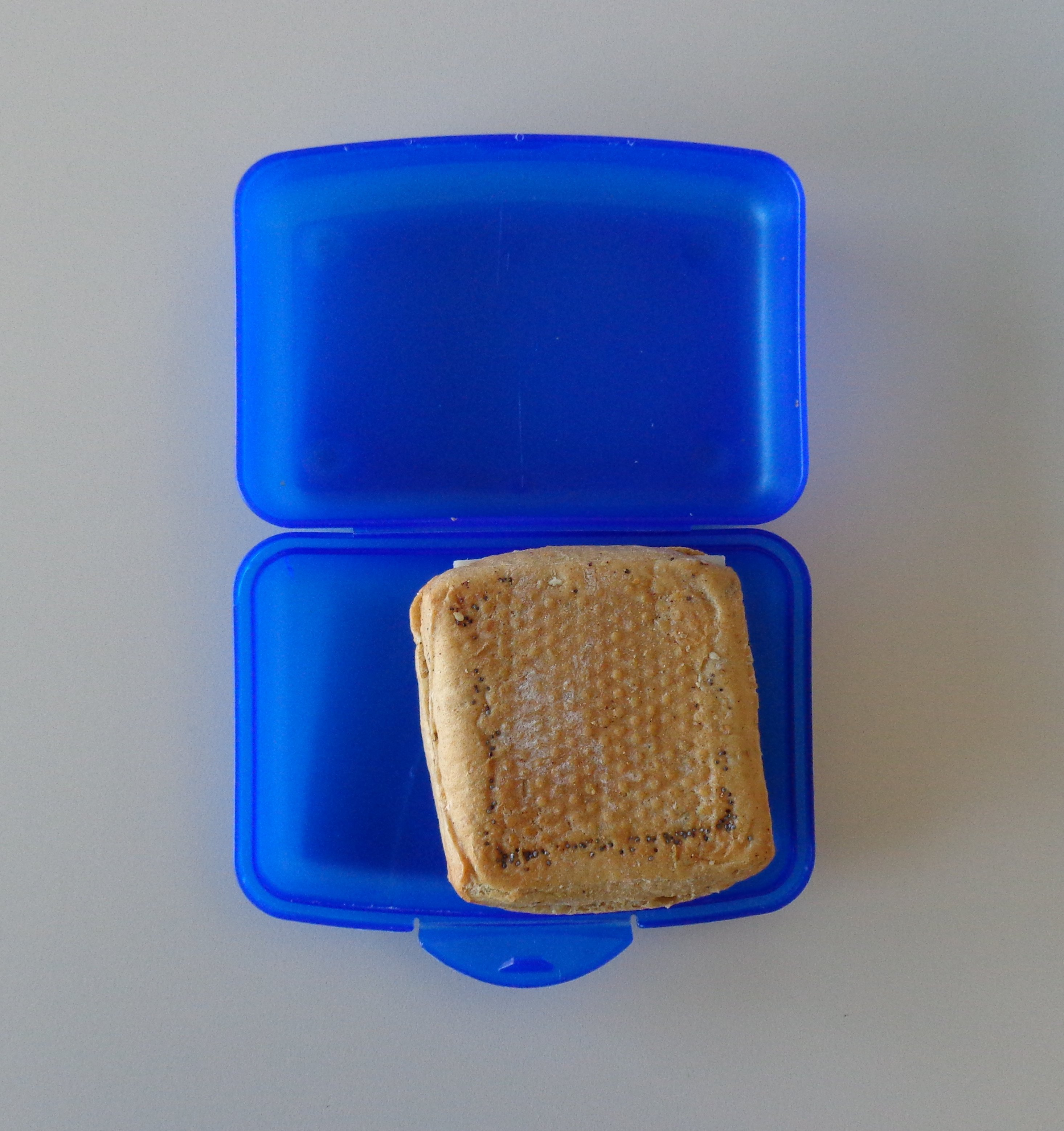
Brotdose aus blauem Kunststoff
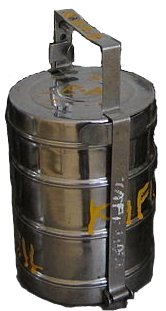
Eine dreiteilige indische Lunchbox (Dawwa)
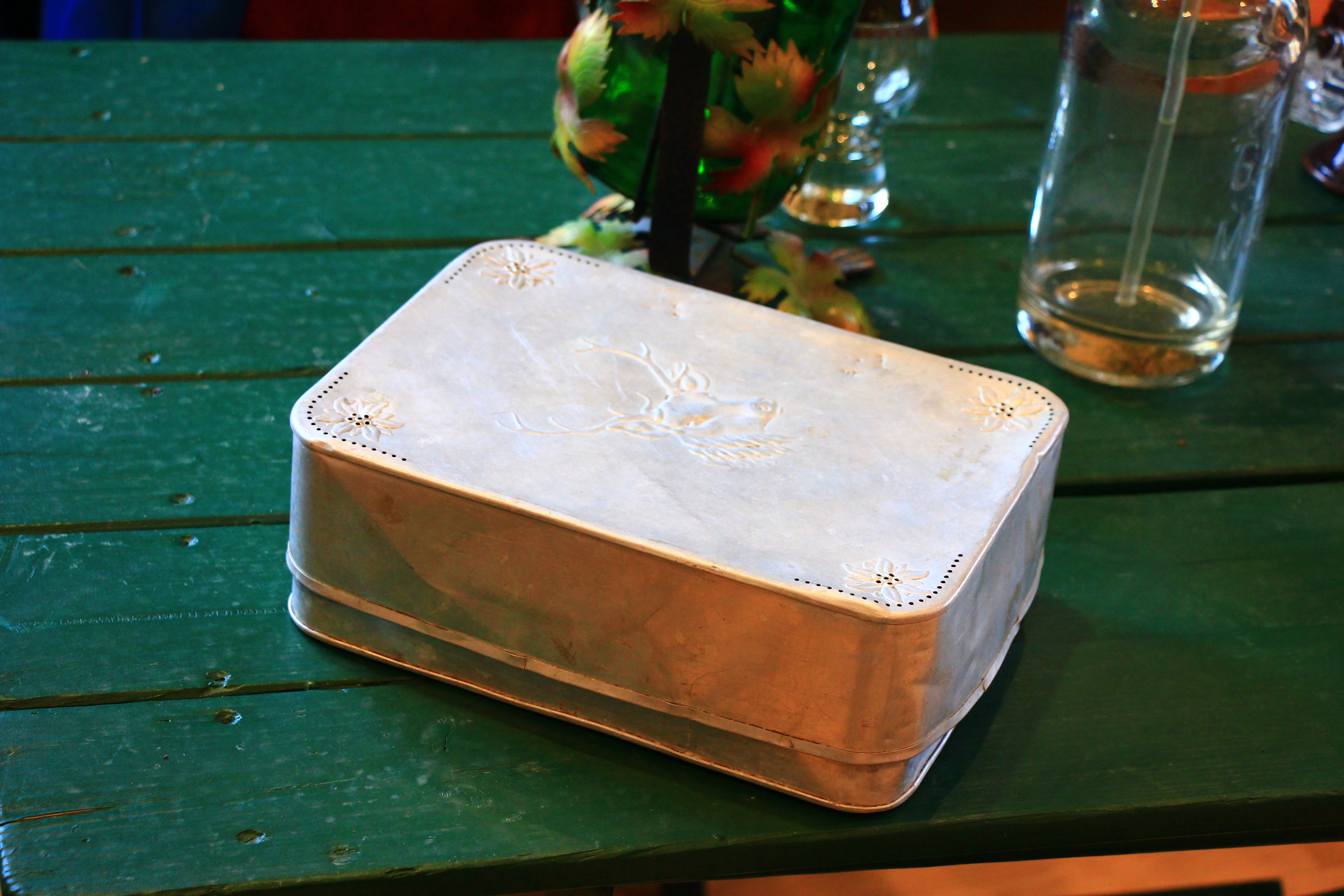
Alte Proviantdose aus Aluminium